# NGC 1239
NGC 1239 est une galaxie lenticulaire relativement éloignée et située dans la constellation de l'Éridan. Elle a été découverte par l'astronome germano-britannique William Herschel en 1785.

## Caractéristiques
Sa vitesse par rapport au fond diffus cosmologique est de 8 459 ± 24 km/s, ce qui correspond à une distance de Hubble de 124,8 ± 8,7 Mpc (∼407 millions d'al).